# Piraziz
Piraziz là một huyện thuộc tỉnh Giresun, Thổ Nhĩ Kỳ. Huyện có diện tích 154 km² và dân số thời điểm năm 2007 là 14832 người, mật độ 96 người/km².